# Kullsbjörken
Kullsbjörken är en by i Åsbygge fjärding, Leksands socken, Leksands kommun. Byn ligger på gränsen till Rättviks socken, som här följer Saluåns lopp. Byn ligger utefter den gamla landsvägen mellan Leksand och Rättvik, inte långt från nuvarande riksväg 70. Byar som ligger tätt intill är Tällberg, Östanhol, Laknäs och Utby.

## Historia
Rika lämningar av primitiv slagg förekommer i byn spridda efter Saluåns lopp. Lokalt har berättats att brukspatron Litström vid Ickholmens bruk i Rättvik skall ha haft ett malmförråd på platsen. Malmen är dock förmodligen betydligt äldre.
I skriftliga källor omtalas byn första gången 1539, och då upptas 2 skattebönder i 'Biörkann'. Förleden Kulls- dyker upp först på 1550-talet. I Älvsborgs hjälpskatteregister 1571 upptas 5 bönder i byn. Mantalslängden 1668 upptar 5 hushåll, medan Holstenssons samtida karta har 4 gårdstecken. 1766 fanns 9 och 1830 13 hushåll i byn.
1890 drogs järnvägen Falun–Rättvik fram genom byn, som dock inte fick någon station. I 1896 års mantalslängd hade byn ökat till 17 hushåll. Karl-Erik Forsslund uppger 18 gårdar i byn i början av 1920-talet. Den siste mjölkbonden i byn avslutade sin verksamhet 1982. Av byns drygt 60 fastigheter används år 2012 endast 25 som permanentbostad. 
De jordägande fastighetsägarna har sedan mer än 100 år samverkat kring gemensamma frågor som vägunderhåll, gärdsgårdar, snöplogning och så vidare. Det äldsta bystämmeprotokollet är från 1894 och behandlar bland annat anskaffandet av en brandspruta. 2003 bildades Kullsbjörkens Byalag vars syfte är att beakta och tillvarata bybornas gemensamma intressen. År 1905 bildades byns vattenledningsförening som idag har omkring 17 medlemmar.

## Dagens Kullsbjörken
Dagens bygemenskap syns allra tydligast vid det traditionella midsommarfirandet. Firandet sker på midsommardagens kväll. På midsommardagens förmiddag plockas blommor och binds kransar och majstången kläds. Firandet inleds med ett festtåg som går från en av gårdarna i byn till majstångsplatsen. Majstången  är placerad på höjden mellan Siljansvägen och Nyåkersgattu. Efter att majstången har rests ljuder signaler av näverlur, ett midsommartal hålls och nationalsången sjungs. Sedan är det lekar runt majstången. Firandet avslutas traditionsenligt med fika och dans på Knappens loge.

## Kända personer med anknytning till Kullsbjörken
- Tusse Chiza